# Lorgio Suárez
Ronald Lorgio Suárez Saucedo (Santa Cruz de la Sierra; 5 de diciembre de 1990) es un futbolista boliviano. Juega como defensa y su equipo actual es Torre Fuerte de la Asociación Cruceña de Fútbol.

## Trayectoria
Oriundo de Santa Cruz de la Sierra, se formó como futbolista en la Academia Tahuichi Aguilera.
En febrero de 2008 se unió a la Universidad de Chile, que lo designó a su equipo de fútbol joven.
Regresó a su país y se incorporó a Oriente Petrolero, donde finalmente haría su debut como profesional.
Suárez jugó en diversos equipos de la Primera División de Bolivia, hasta que en 2015 pasó a jugar en el Real América de la Asociación Cruceña de Fútbol.
Volvió a la máxima categoría del fútbol profesional boliviano en agosto de 2016 de la mano del San José. Sin embargo dejó el equipo en octubre de ese año, luego de que el resultado de un control antidopaje le diera positivo y recibiese una suspensión a causa de ello.

### Clubes
| Club              | País    | Año           |
| ----------------- | ------- | ------------- |
| Oriente Petrolero | Bolivia | 2009 - 2010   |
| Blooming          | Bolivia | 2011          |
| Oriente Petrolero | Bolivia | 2011          |
| Guabirá           | Bolivia | 2012 - 2013   |
| Sport Boys Warnes | Bolivia | 2013 - 2015   |
| Real América      | Bolivia | 2015-2016     |
| San José          | Bolivia | 2016          |
| FATIC             | Bolivia | 2018          |
| Torre Fuerte      | Bolivia | 2020-presente |

## Selección nacional
Suárez fue miembro de las selecciones juveniles de fútbol de Bolivia en las categorías Sub-15, Sub-17 y Sub-20.
Con la selección absoluta disputó un partido amistoso ante Panamá en agosto de 2011.

## Controversia sobre la edad
El 10 de octubre de 2009 el Oriente Petrolero lo sacó de su nómina de jugadores menores de 20 años, luego de que se conociera que entrenadores de sus equipos juveniles habían promovido la falsificación de documentos para restarles edad a varios jugadores.